# Пайлот-офіцер
Пайлот-офіцер (англ. Pilot officer, скор. Plt Off ) — військове звання молодшого офіцерського складу Королівських повітряних сил Великої Британії, а також держав які використовують британську систему військових звань (Австралія, Нова Зеландія, Пакистан та інші).  З’явилося у 1919 році, при заснуванні ВПС. За класифікацією держав членів НАТО відноситься до рангу OF-1. 
У Великій Британії де ВПС окремий вид збройних сил, наряду з сухопутними силами і військово-морськими силами, кожен з видів збройних сил має свої особливі військові звання. Пайлот-офіцер відповідає другому лейтенанту у сухопутних силах.
Пайлот-офіцер нижчий за рангом від флаїнг-офіцера.

## Історія

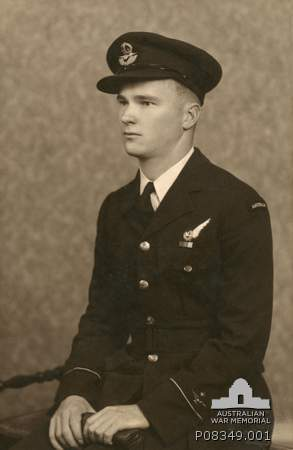
Пайлот-офіцер Королівських австралійських повітряних сил (RAAF) Алан Гордон Монро, (1942)

Королівські повітряні сили (RAF)  ведуть свою історію з початку офіційного формування 1 квітня 1918 року. Через рік після заснування нового виду збройних сил була затверджена нова система ієрархії власного зразка. 
З 1 квітня 1918 по 31 липня 1919 у Королівських ВПС існувало звання другий лейтенант. Знаками розрізнення другого лейтенанта ВПС була одна вузька смужка на рукаві, з орлом та короною над смужкою . З 1919 року у Королівських повітряних силах вводяться власні військові звання, другі лейтенанти авіації отримують назву пайлот-офіцерів .

## Знаки розрізнення
В Королівських ВПС існують свої знаки розрізнення не пов’язані зі знаками розрізнення Сухопутних сил і побудовані на комбінації смужок різної ширини які схожі на знаки розрізнення Військово-морського флоту.
Знаками розрізнення пайлот-офіцерів є одна вузька смужка розміщена на погоні  чи на рукаві.
Авіація Військово-морських сил використовує знаки розрізнення як і інші військовослужбовці ВМС (з додаванням емблеми авіації над смужками).

## Використання в інших країнах
| Країна        | Рід військ                                        | Сталене скорочення | Знаки розрізнення |
| ------------- | ------------------------------------------------- | ------------------ | ----------------- |
| Австралія     | Королівські австралійські повітряні сили (RAAF)   | PLTOFF             |                   |
| Бангладеш     | Повітряні сили Бангладеш (BAF)                    |                    |                   |
| Індія         | Військово-повітряні сили Індії (IAF)              | Plt Off            |                   |
| Пакистан      | Військово-повітряні сили Пакистану (PAF)          | P Off              |                   |
| Нова Зеландія | Королівські новозеландські повітряні сили (RNZAF) | PLTOFF             |                   |